# Vale a Pena Sonhar (álbum de João Neto & Frederico)
Vale a Pena Sonhar é um álbum ao vivo da dupla João Neto & Frederico, lançado em 2009 pela Som Livre. O álbum traz um novo repertório, e nesse repertório destacam-se as músicas "Revelação" (composição do cantor Gusttavo Lima), "Sai Pra Lá", "Não Vou Mais Chorar", "À Sua Vista", entre outras.  O álbum foi gravado em Goiânia, cidade natal da dupla.

## Faixas
| N.º | Título                        | Duração |  |
| 1.  | "Revelação"                   | 3:58    |  |
| 2.  | "Não Vou Mais Chorar"         | 3:11    |  |
| 3.  | "Tô Sofrendo Por Paixão"      | 3:01    |  |
| 4.  | "História De Novela"          | 3:55    |  |
| 5.  | "Tem Que Ser Agora"           | 3:19    |  |
| 6.  | "Marmiteiro"                  | 3:37    |  |
| 7.  | "Sai Pra Lá"                  | 2:55    |  |
| 8.  | "Mata Minha Sede"             | 3:16    |  |
| 9.  | "Ligação Fora Da Área"        | 3:19    |  |
| 10. | "Chama Eu"                    | 3:22    |  |
| 11. | "À Sua Vista"                 | 3:21    |  |
| 12. | "Mania Doida"                 | 3:13    |  |
| 13. | "Destino"                     | 2:57    |  |
| 14. | "Os Astros Me Revelam"        | 2:46    |  |
| 15. | "Ingrata"                     | 2:31    |  |
| 16. | "Quero Amor Pra Vida Inteira" | 3:26    |  |
| 17. | "Bitoca Nas Meninas"          | 3:10    |  |
| 18. | "Pega A Senha"                | 2:56    |  |
| 19. | "Vale A Pena Sonhar"          | 4:25    |  |